# Ararat (Australie)
Pour les articles homonymes, voir Ararat.
Ararat est une ville de l'ouest de l'État de Victoria, en Australie. Elle est située à 188 km (205 km par la route) de Melbourne. C'est la seule ville d'Australie fondée par des colons chinois. Sa population s'élevait à 7 169 habitants en 2006.

## Histoire
La ville doit son nom à Horatio Wills, qui, lorsqu'il passa dans la région pour aller s'installer plus au sud, baptisa une colline surplombant la ville « Mont Ararat » en référence à l'Arche de Noé.
La ville fut créée en 1857 par des Chinois qui avaient trouvé de l'or, mais l'exploitation s'arrêta très vite. En 1863, des colons français y plantèrent leurs premiers pieds de vigne.

## Économie
L'économie de la ville est basée sur l'agriculture : laine, viande bovine et vigne. La ville possède une école de formation supérieure, « The Northern Melbourne Institute of TAFE », et un aéroport (code AITA : ARY).